# Kanton Châteauneuf-Côte-Bleue
Kanton Châteauneuf-Côte-Bleue is een voormalig kanton van het Franse departement Bouches-du-Rhône. Het kanton maakte deel uit van het arrondissement Istres. Het werd opgeheven bij decreet van 27 februari 2014, met uitwerking op 22 maart 2015. Alle gemeenten werden toegevoegd aan het kanton Marignane.

## Gemeenten
Het kanton Châteauneuf-Côte-Bleue omvatte de volgende gemeenten:
- Carry-le-Rouet
- Châteauneuf-les-Martigues (hoofdplaats)
- Ensuès-la-Redonne
- Gignac-la-Nerthe
- Le Rove
- Sausset-les-Pins